# Бутенки (Полтавський район)
Буте́нки — село в Україні, у Білицькій селищній громаді Полтавського району Полтавської області.
До 2020 року — центр Бутенківської сільської ОТГ (до 2017 року — Бутенківської сільської ради) Кобеляцького району .

## Географія
Село Бутенки знаходиться на лівому березі річки Вовча в місці впадання її в річку Кобелячка, вище за течією на відстані 1,5 км розташоване село Славнівка, на протилежному березі — села Бережнівка та Колодяжне. Поблизу села розташований ботанічний заказник місцевого значення Драбинівка. Через село густо проходять автомобільні дороги Н31, М22 (E577) та залізниця, станція Кобеляки.

## Історія
Бутенки були засновані козаками після зруйнування Запорізької Січі урядом Катерини II у кінці XVIII століття. Спочатку це були маленькі хутори, що отримували назви за прізвищами їх перших жителів. Голики, Жорняки, Ісаї, Касянівка, Колодяжнівка, Кондри, Марченки, Славнівка, Стрюки, Хряпи (Хряпини), Чумаки, Шапки — саме з цих хуторів згодом утворилися населені пункти сучасної Бутенківської сільської ради. А початком її головного села були 4 розташовані поруч хутори — Марченки, Хряпи, Голики та Стрюки. Очевидно, назва Бутенок походить від однойменного прізвища козака — власника земель. А інша версія виводить її зі слова «бут»: наприкінці XIX століття поблизу села добували світло-сірий глинястий маргель, що використовувався на бут.
1870 року між хуторами, на землях козака Бутенка, було прокладено Харківсько-Миколаївську залізницю. Нова станція отримала назву Кобеляки й стала центром об'єднаного села. Відкриття залізничної станції сприяло швидкому розвитку села, розширенню торгівлі.
1904 році на станції Кобеляки побував імператор Російської імперії Микола ІІ. У 1908—1910 роках у Бутенках було прокладено бруківку, у центрі зроблено артезіанський колодязь.
За переписом 1910 року в селі було 107 дворів, де проживало 605 осіб. На той час Бутенки підпорядковувались Білицькій волості Кобеляцького повіту. У них було відкрито 10 приватних крамниць: мануфактурні, залізоскоб'яні, продовольчі. Діяли ресторан, шинок, аптека, фельдшерський пункт, поштове відділення, пекарня. Працював 2-поверховий вальцовий млин із двигуном «Шкода», збудований місцевим багатієм Миранським. Окрім вальців, які одержували борошно вищих сортів, тут були встановлені жорна для простого помелу, крупорушка та олійниця. У 1912 році комерсант Рабинович побудував у Бутенках склад гасу та мастил, який згодом значно розширився. Навколо населеного пункту розташовувались 12 селянських вітряків.
У пореволюційні роки Бутенки спочатку підпорядковувались Дрижиногреблянській сільській раді Кобеляцького району, а 1926 року стали центром окремої сільської ради.
1936 року в Бутенках з'явився кінотеатр на 500 місць, було збудовано 2-поверхову школу.
12 червня 2020 року, відповідно до розпорядження Кабінету Міністрів України № 721-р «Про визначення адміністративних центрів та затвердження територій територіальних громад Полтавської області», село увійшло до складу Білицької селищної громади.
19 липня 2020 року, в результаті адміністративно - територіальної реформи та ліквідації  Кобеляцького району, село увійшло до складу новоутвореного Полтавського району.

## Населення
Згідно з переписом УРСР 1989 року чисельність наявного населення села становила 2428 осіб, з яких 1104 чоловіки та 1324 жінки.
За переписом населення України 2001 року в селі мешкали 2273 особи.

### Мова
Розподіл населення за рідною мовою за даними перепису 2001 року:
| Мова            | Кількість | Відсоток |
| --------------- | --------- | -------- |
| українська      | 2219      | 96.82%   |
| російська       | 68        | 2.97%    |
| вірменська      | 3         | 0.13%    |
| інші/не вказали | 2         | 0.08%    |
| Усього          | 2292      | 100%     |

## Сучасність
Нині на території Бутенківської сільської ради розташовані 5 закладів культури, 4 бібліотеки, історико-краєзнавчий музей, 4 школи, дитячий садок, 3 фельдшерсько-акушерські пункти, медична амбулаторія, відділення зв'язку.
Працюють підприємства: СТОВ «Здобуток», ПАП ім. Зоріна, ПСП «Батьківщина», СТОВ «Бережнівське», ТОВ «Сонячна нива», ДП ДАК «Хліб України», «Кобеляцький комбінат хлібопродуктів» Нафтобаза НАК «Укртаднафта».

## Відомі люди
- Письменники І. Дубинський та Ю. Дольд-Михайлик.
- Заслужений архітектор УРСР Жук Петро Максимович.
- Засновник методу мануальної терапії, народний лікар СРСР, академік М. Касьян, чиє ім'я знане в усьому світі, родом із села Бережнівки.
- Залюбовський Ілля Іванович — український вчений у галузі експериментальної ядерної фізики, член-кореспондент Національної академії наук України (1988), доктор фізико-математичних наук (1966), заслужений діяч науки і техніки України, лауреат Державної премії УРСР (1971) та Державної премії України (1993) в галузі науки і техніки.
- Хряпа Борис Іванович — заслужений працівник МВС, кавалер ордена Червоної Зірки, ордена Леніна, нагороджений відзнакою Президента України «Іменна вогнепальна зброя» — пістолетом «Форт-12». 81 раз був заохочений керівництвом МВС, у тому числі 8 іменними годинниками; полковник запасу.
- Коломієць Сергій Аркадійович — письменник, автор багатьох прозових, віршованих творів для дорослих і дітей, поет-пісняр,художник.

## Галерея

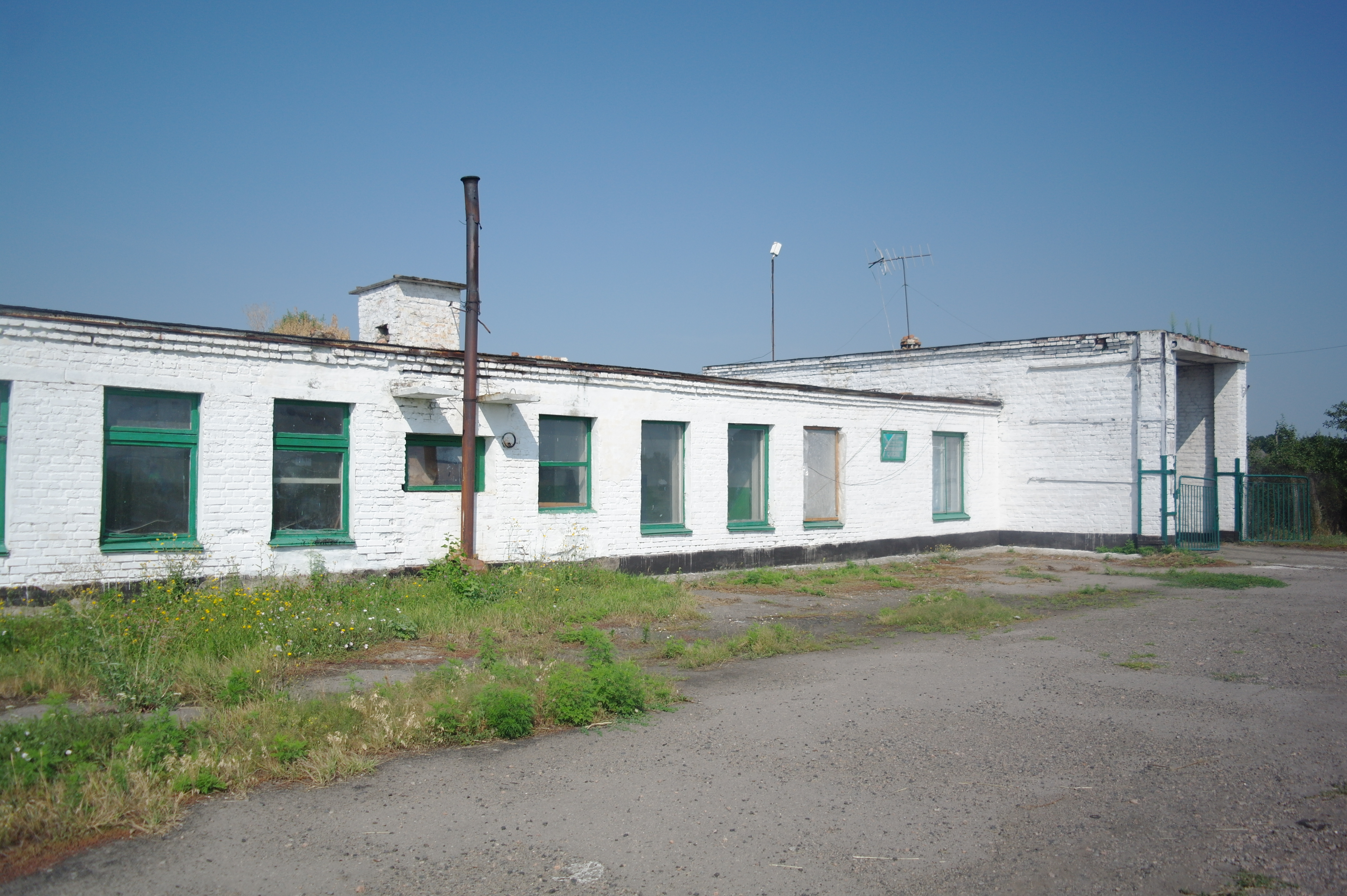
Склад щебеню
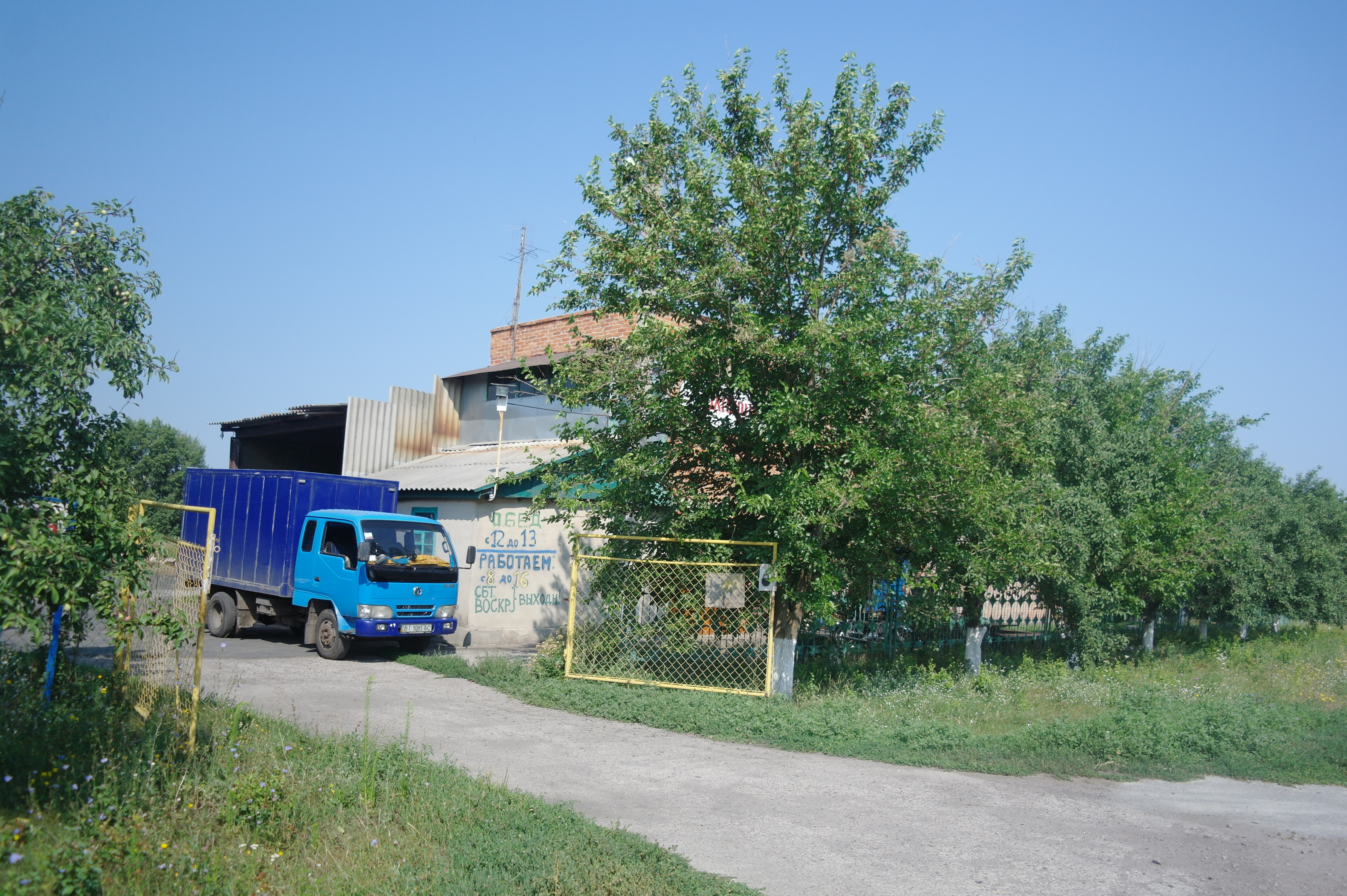
Олійниця
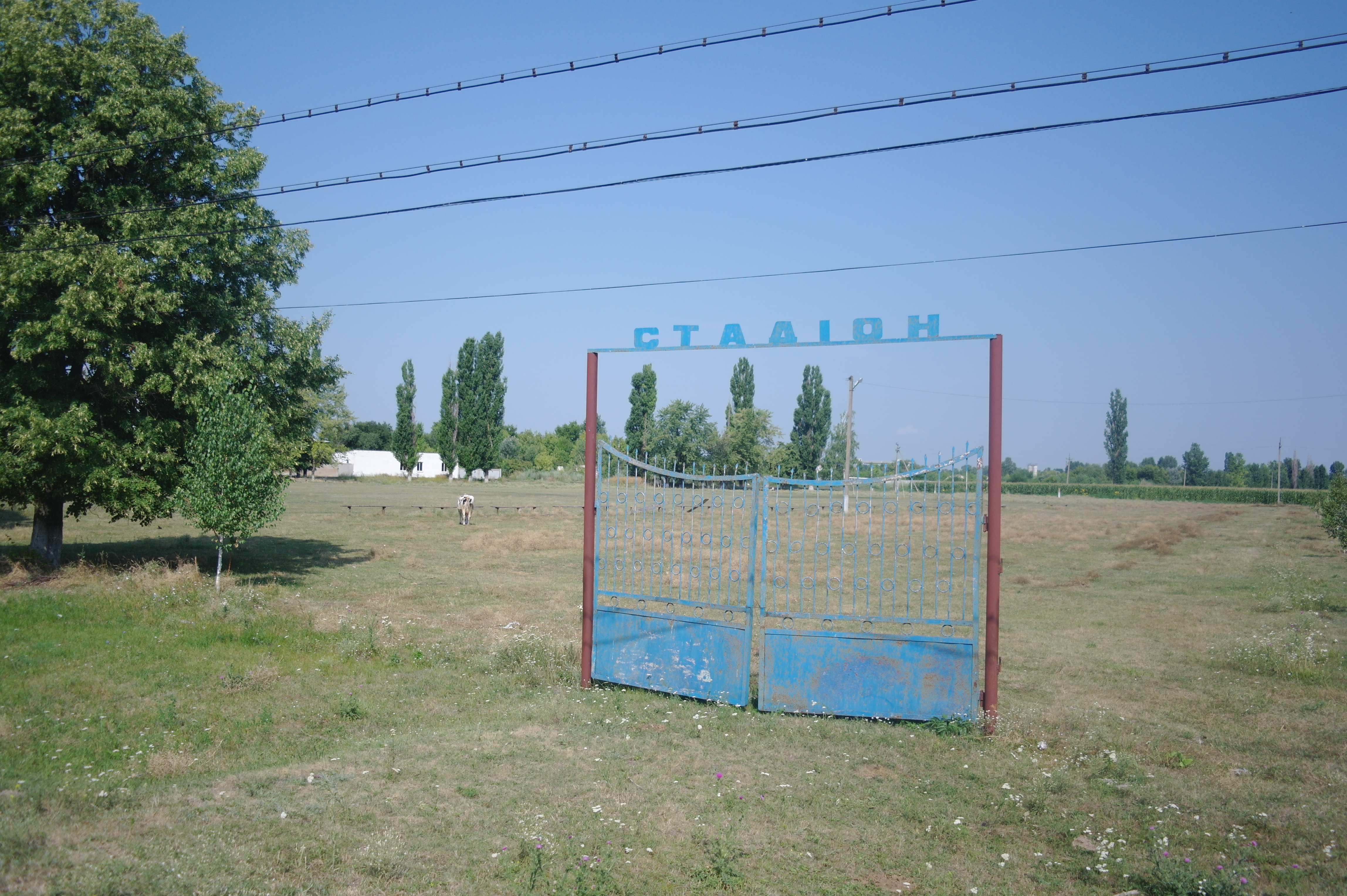
Стадіон
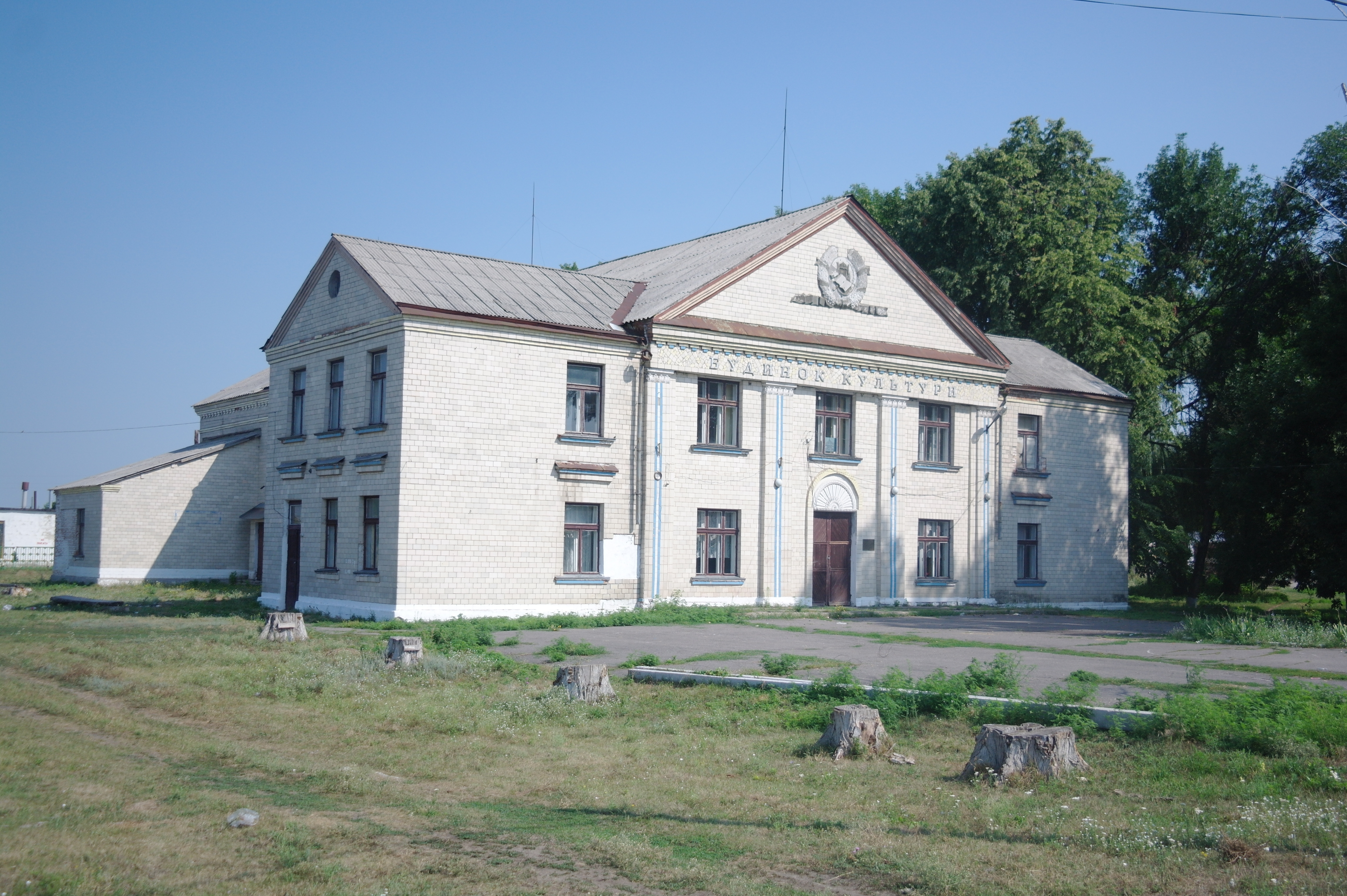
Будинок культури
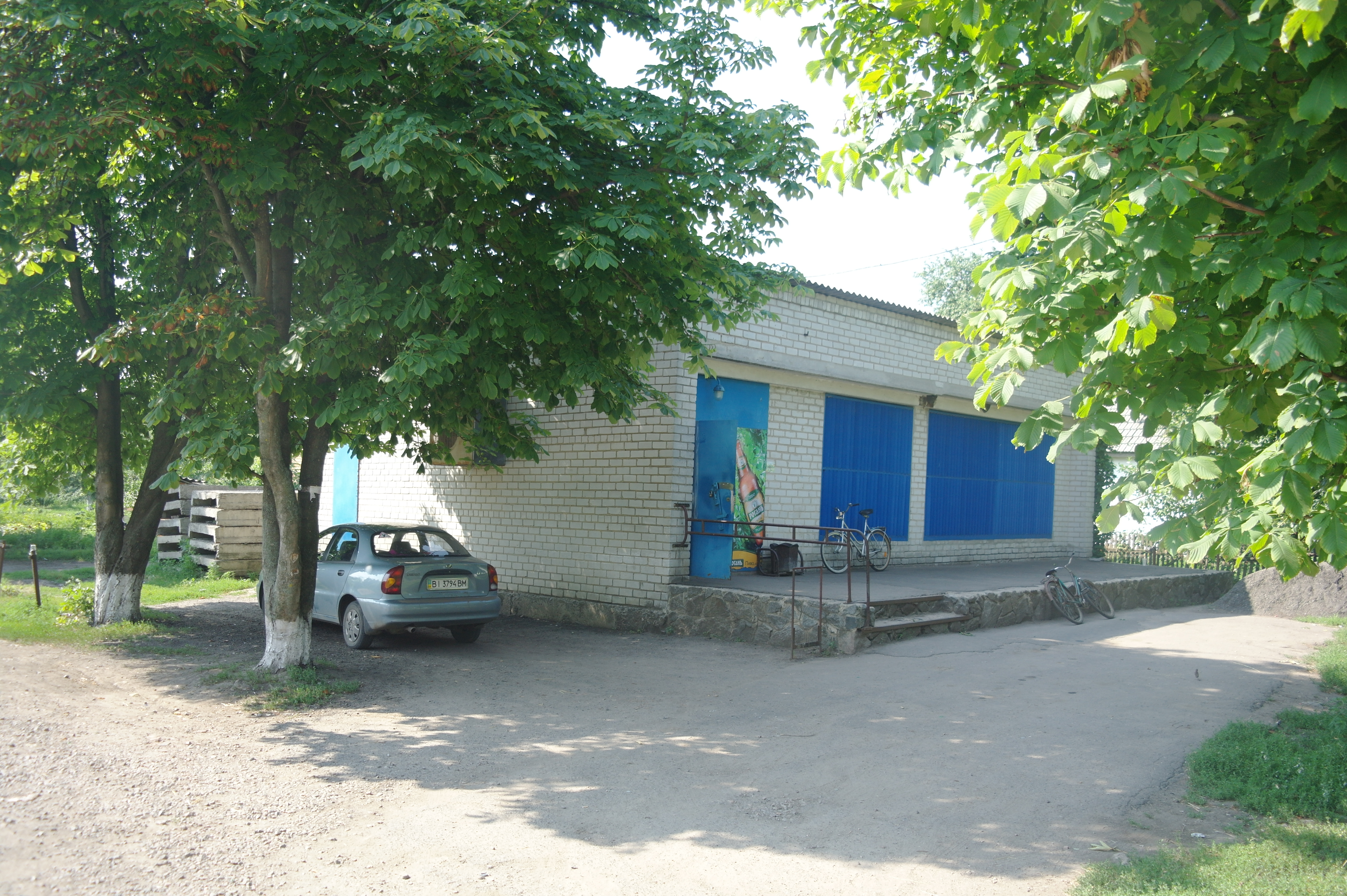
Магазин
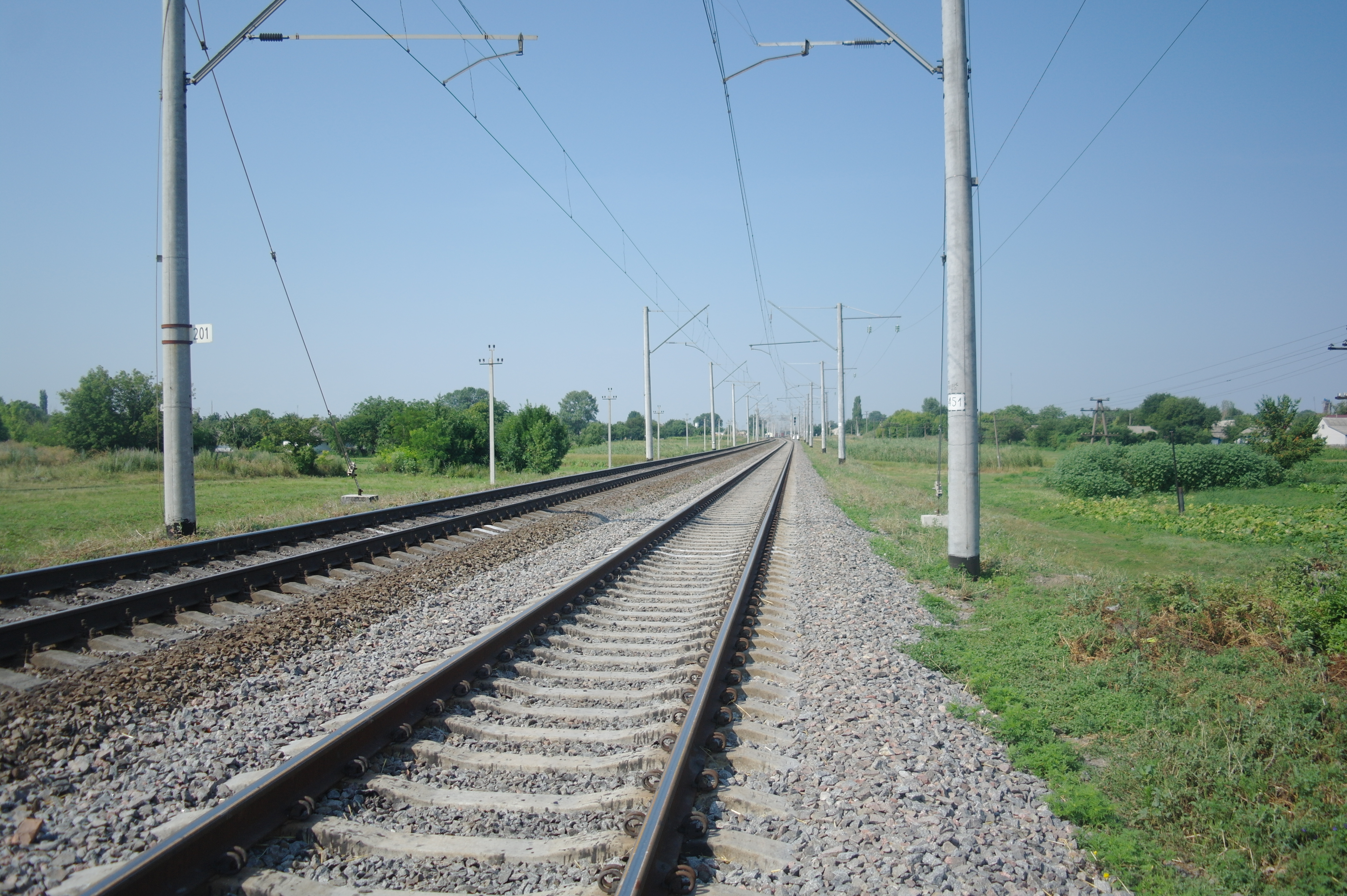
Залізниця
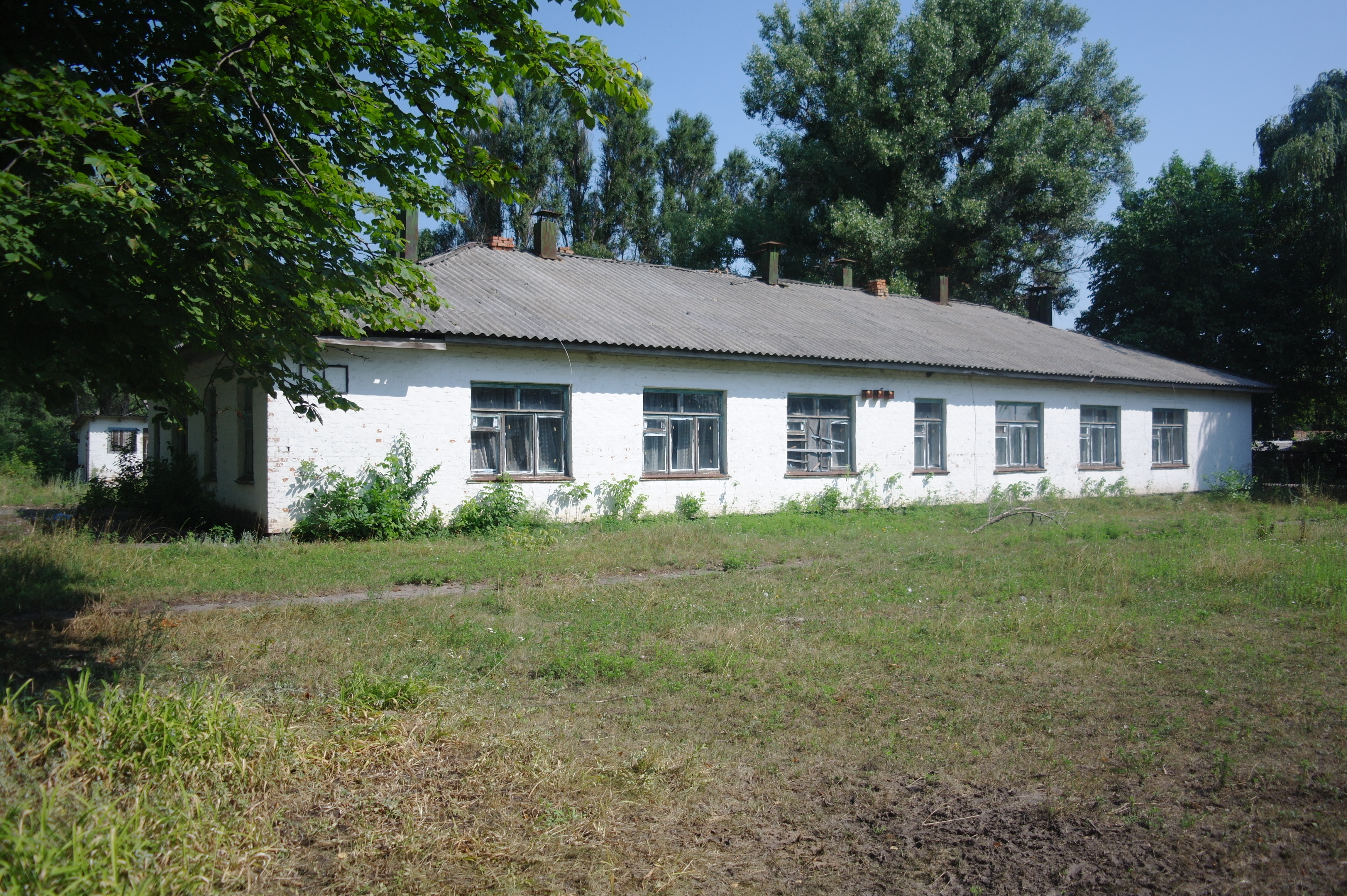
Садочок
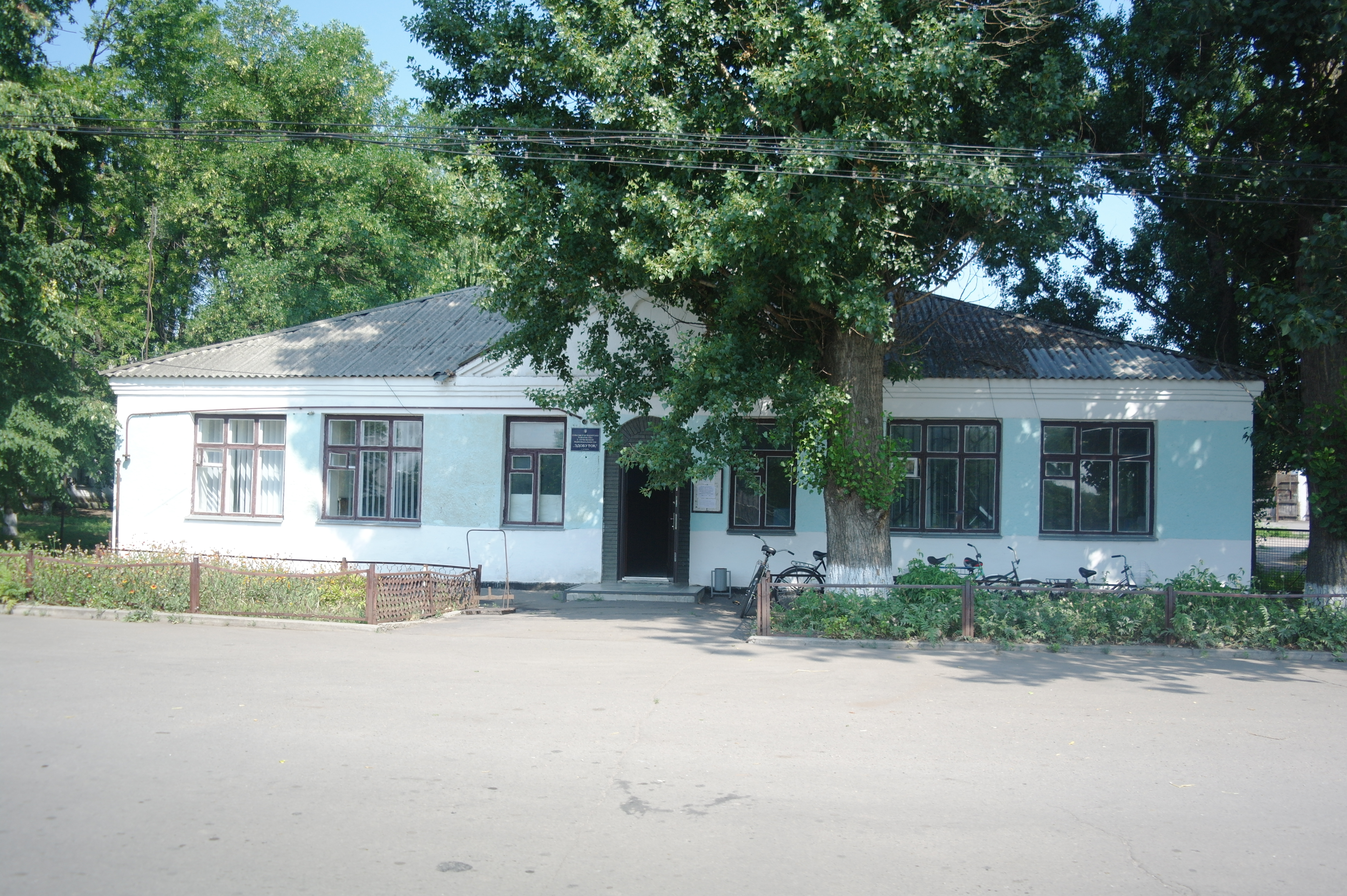
Приватне підприємство «Здобуток»
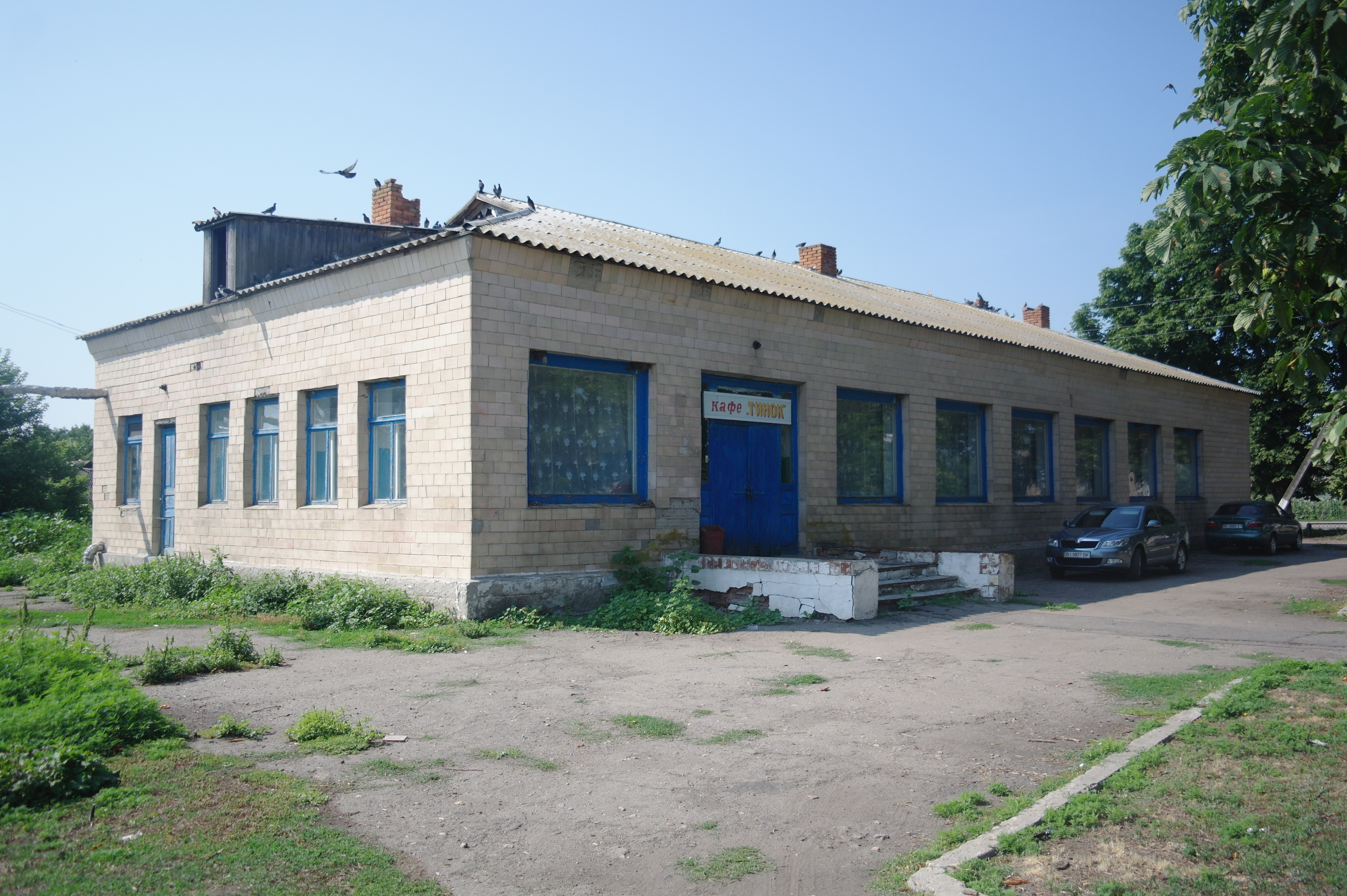
Кафе «Тинок»
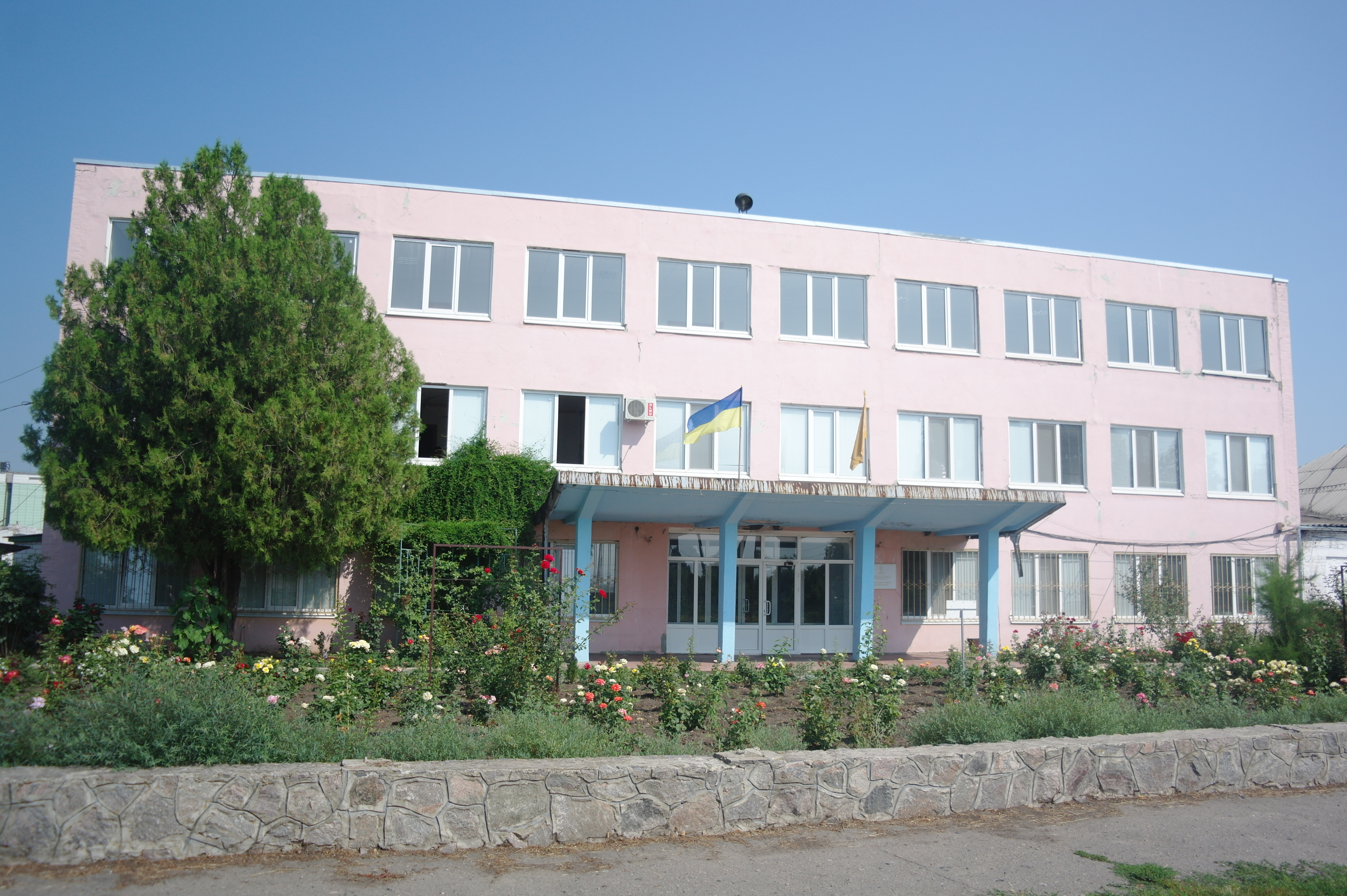
Приватне підприємство
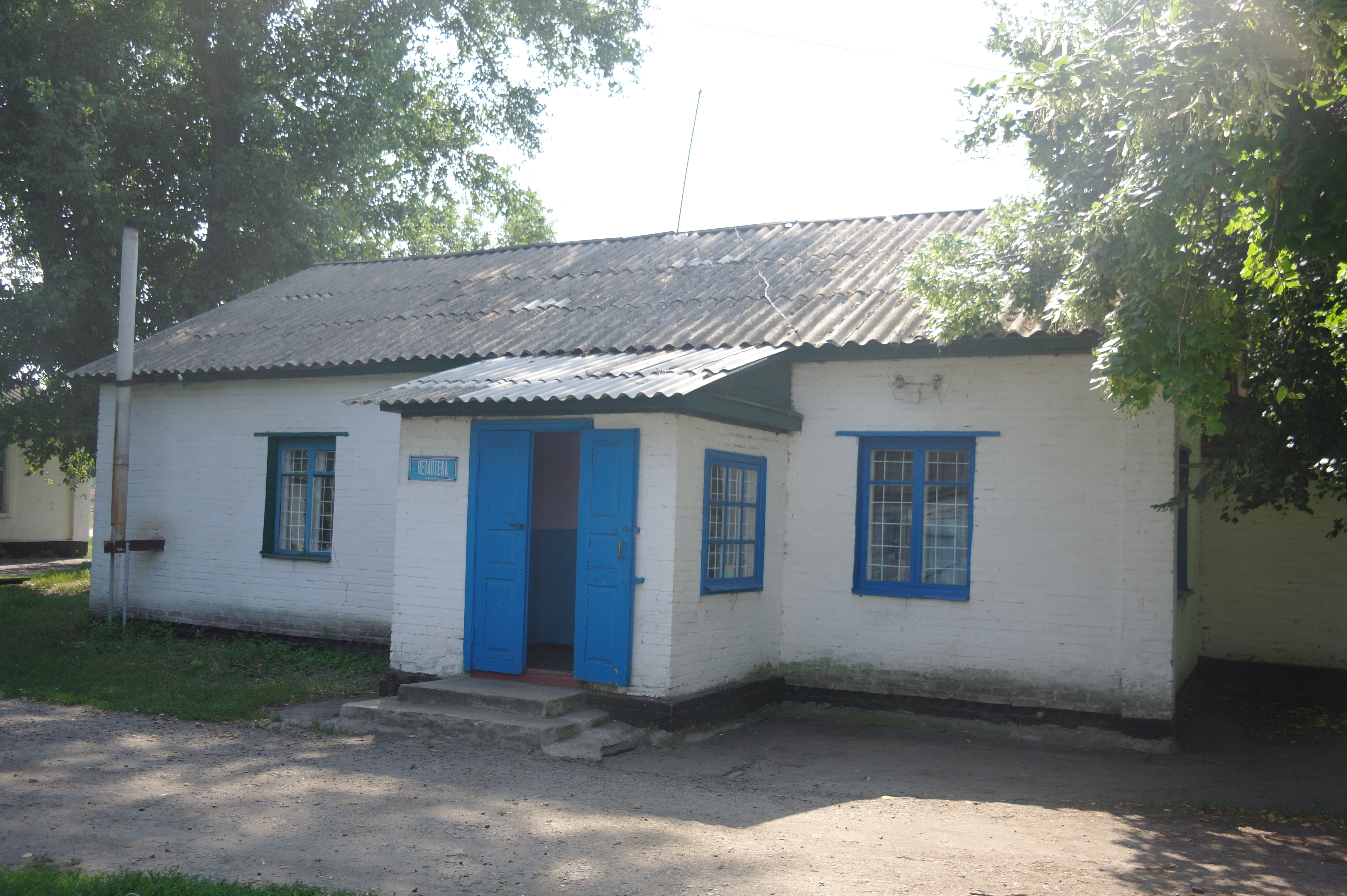
Ветаптека
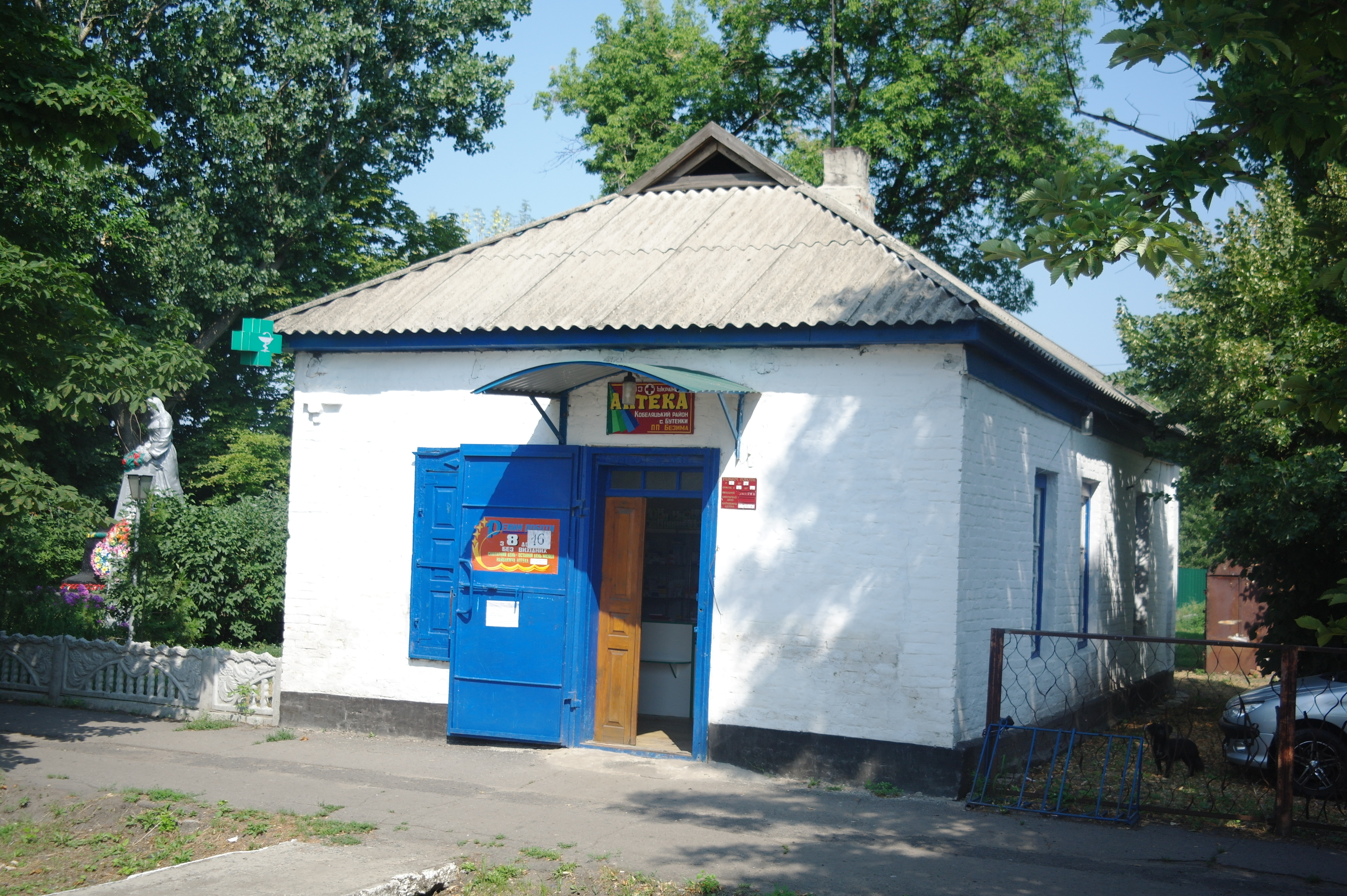
Аптека
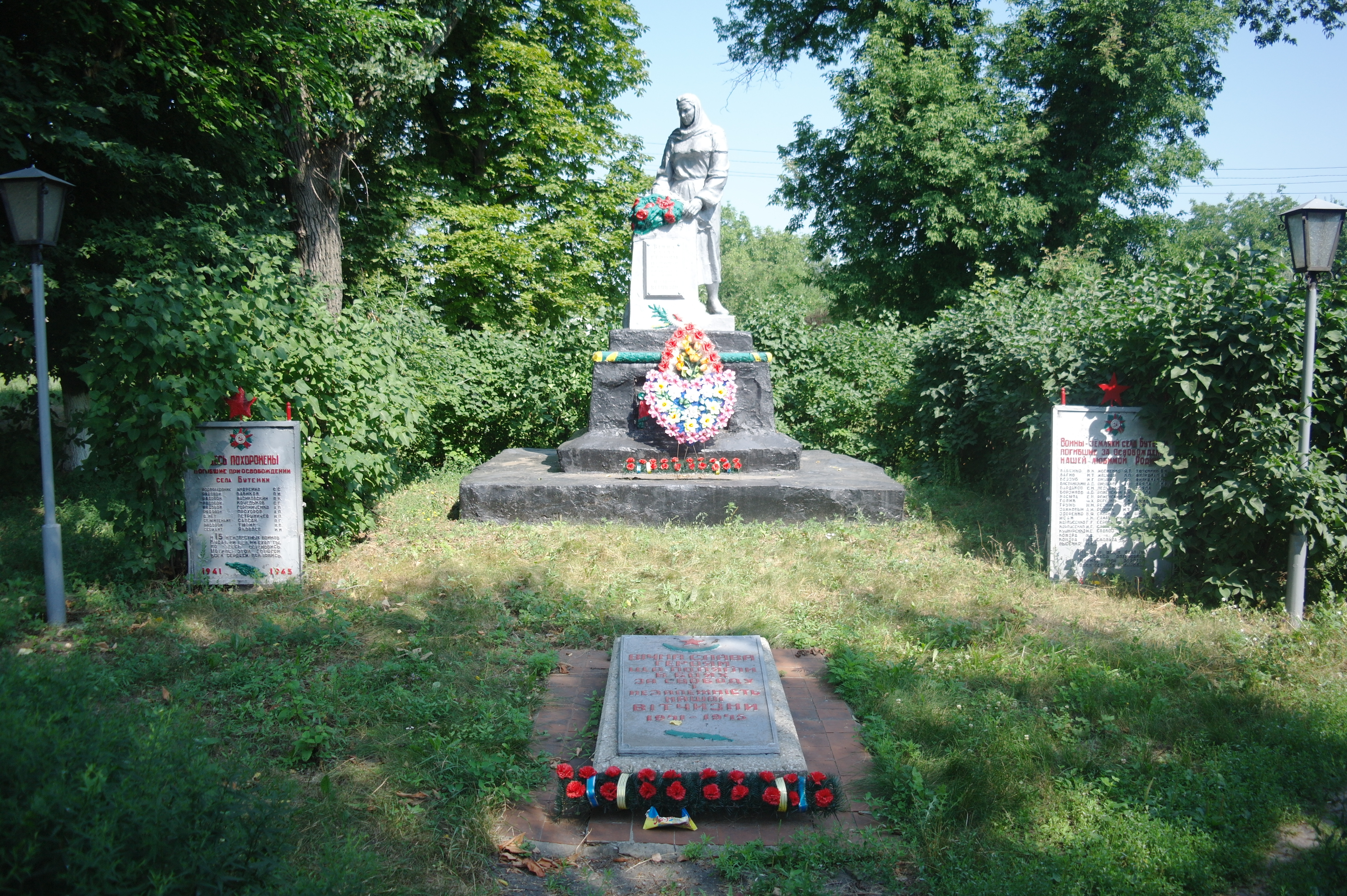
Пам'ятник загиблим у НРВ
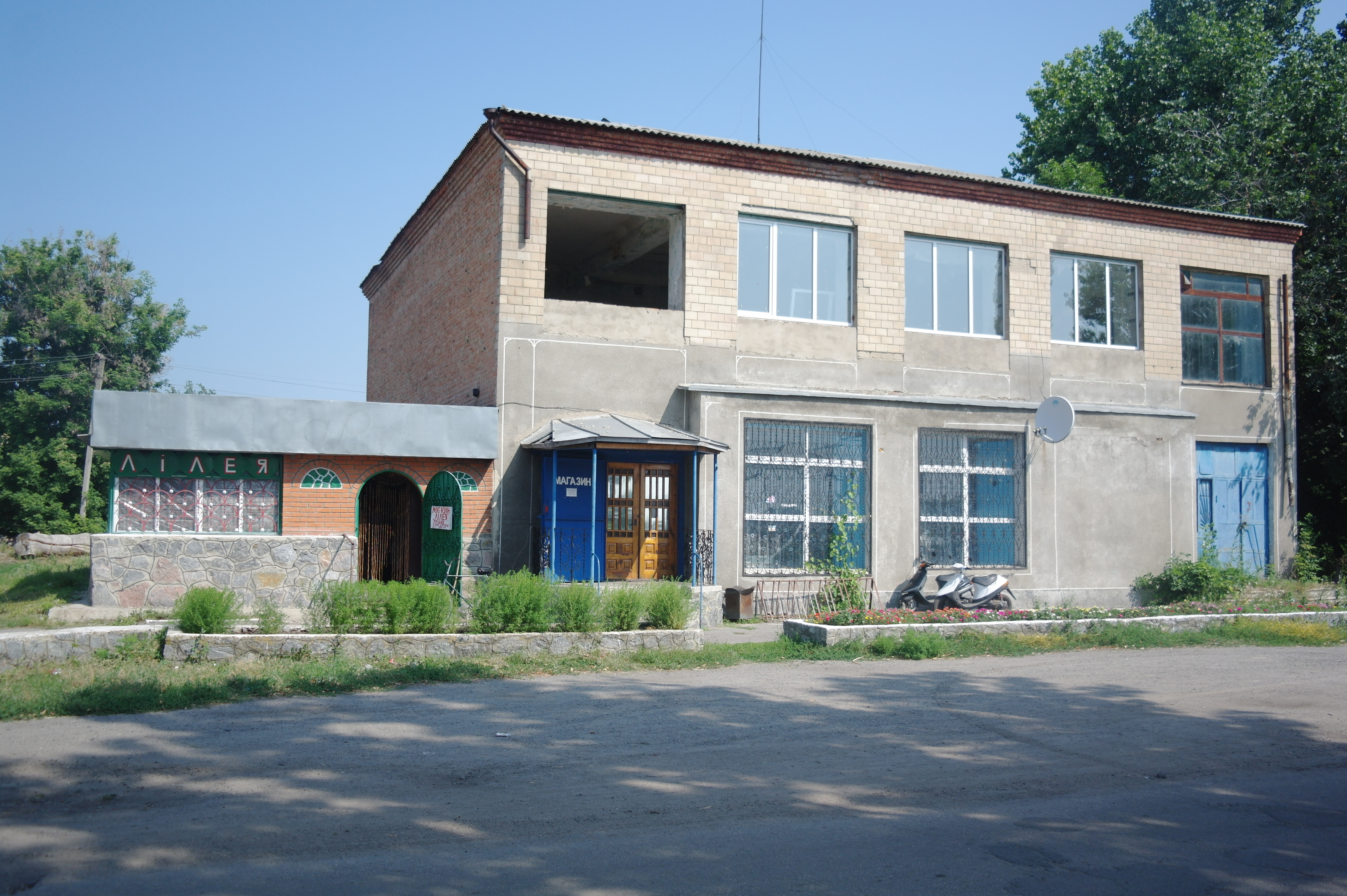
Магазини
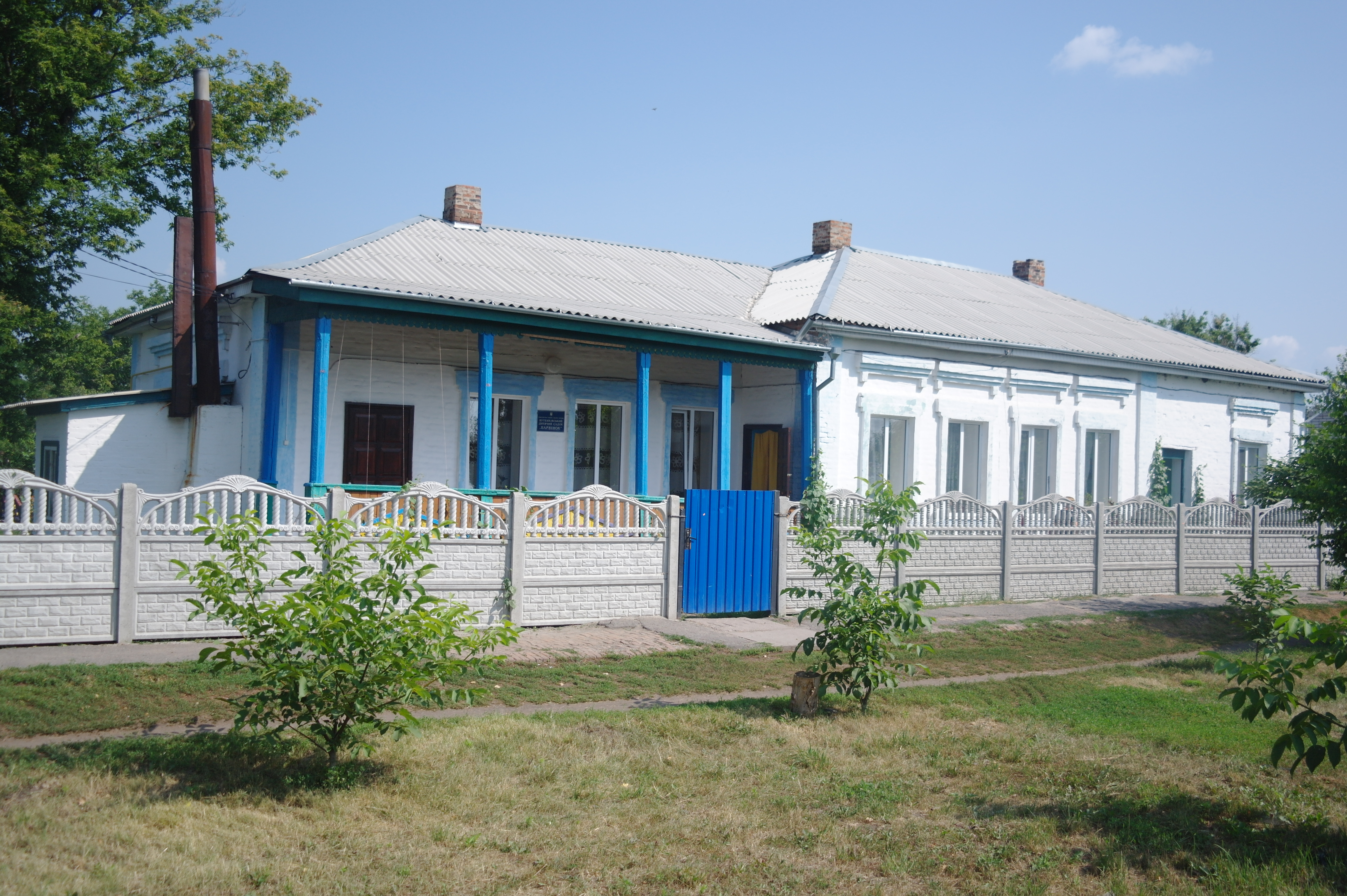
Дитсадок «Барвінок»
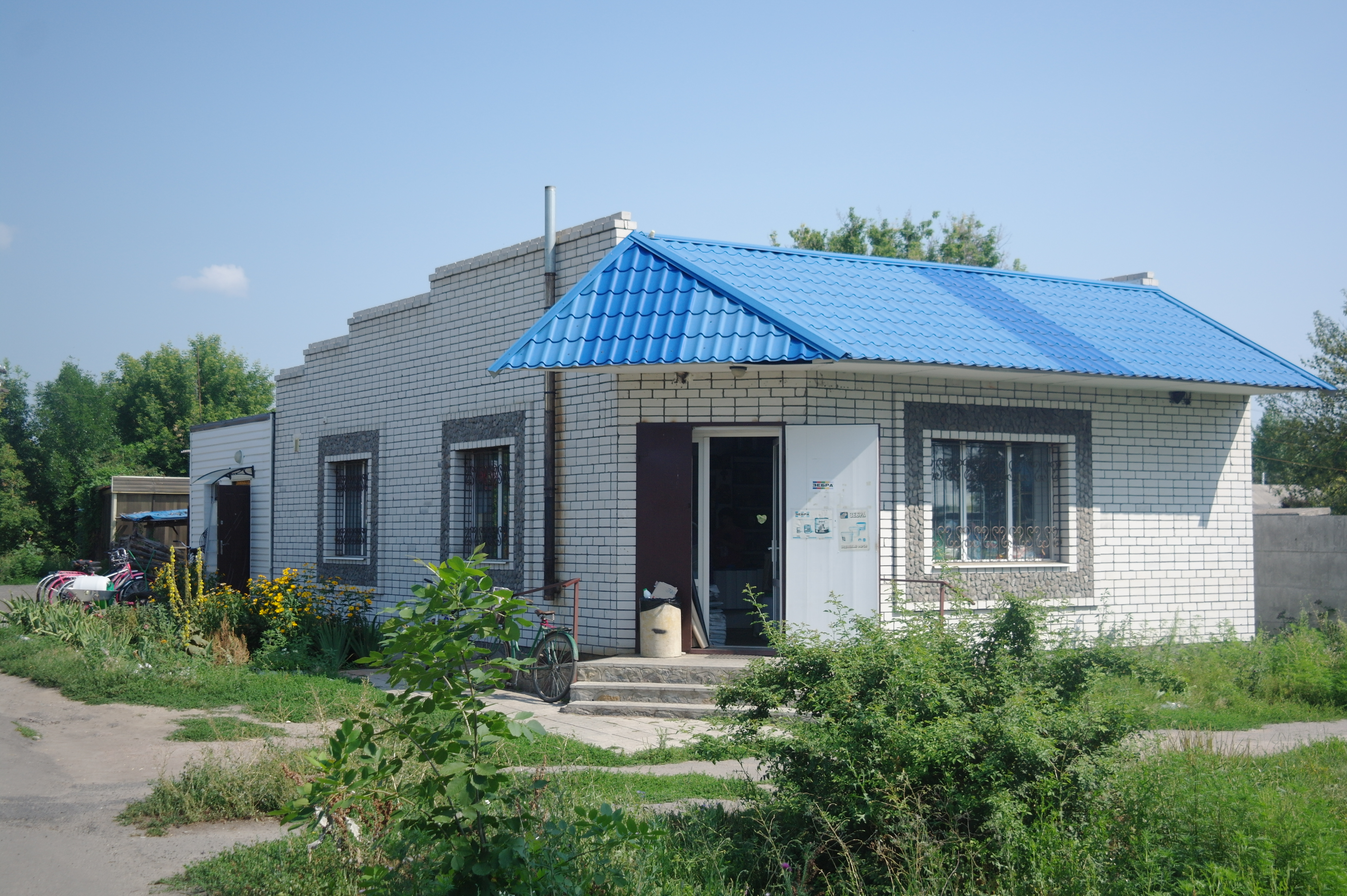
Магазин
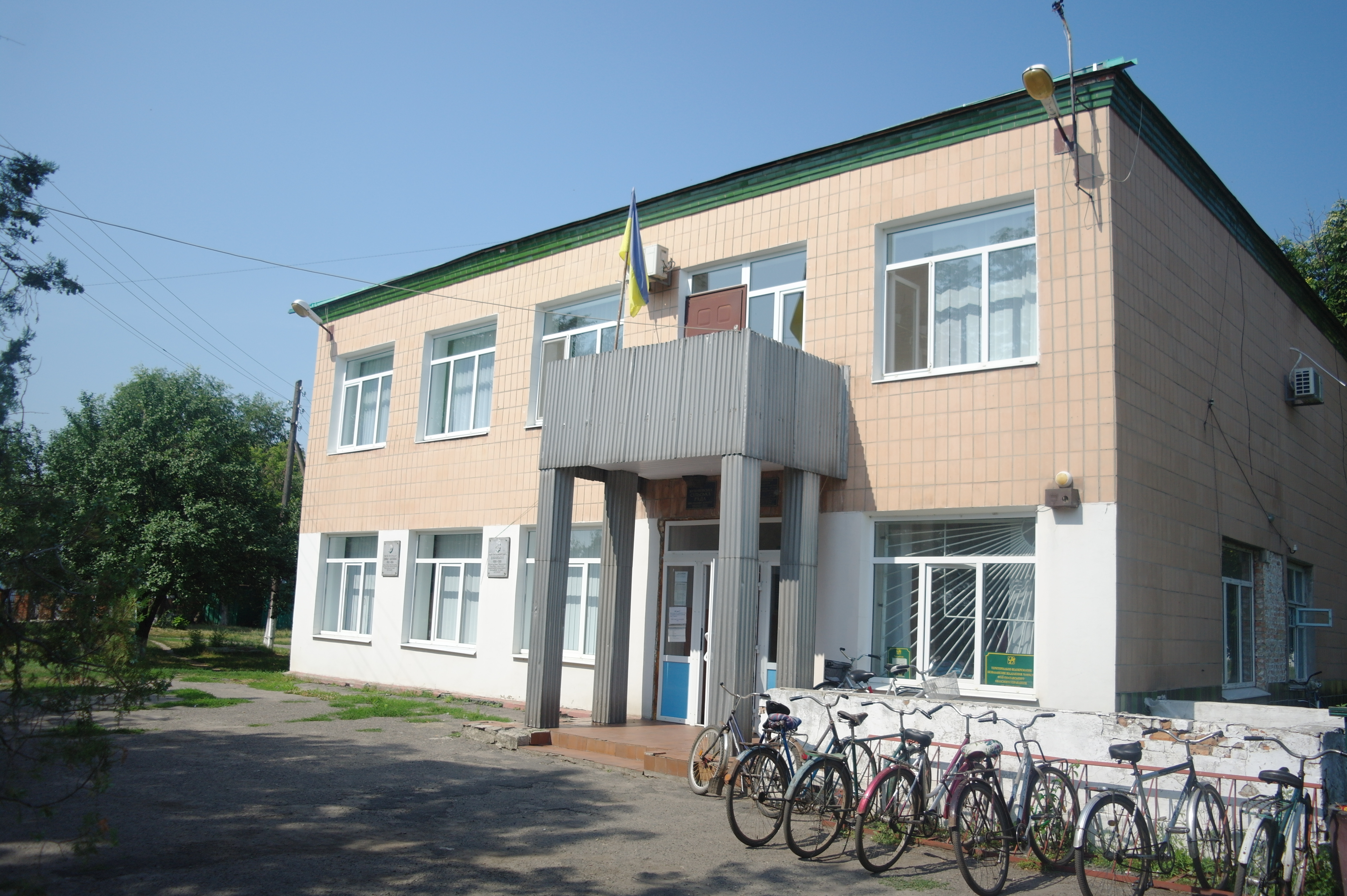
Сільська адміністрація
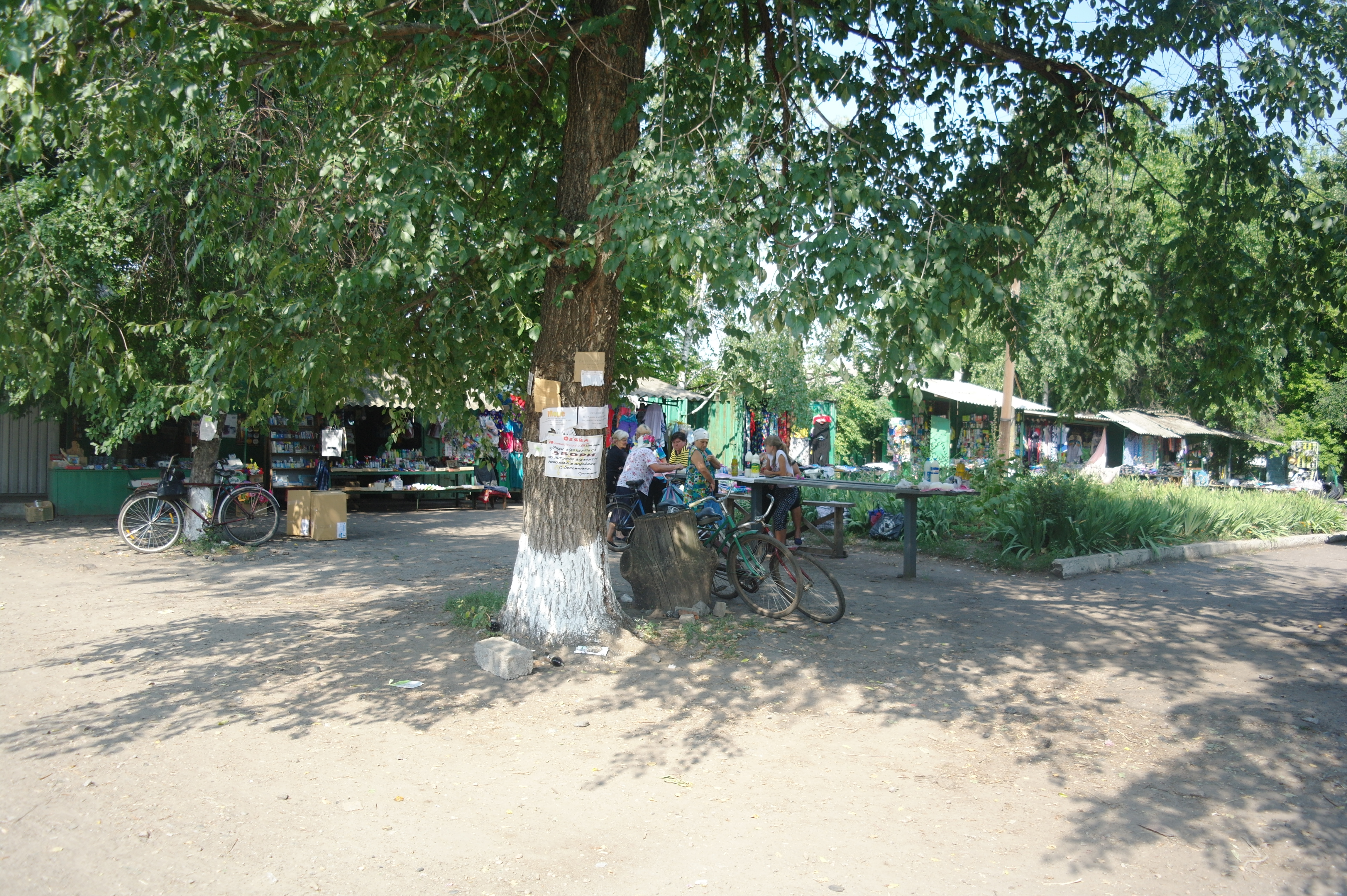
Місцевий ринок
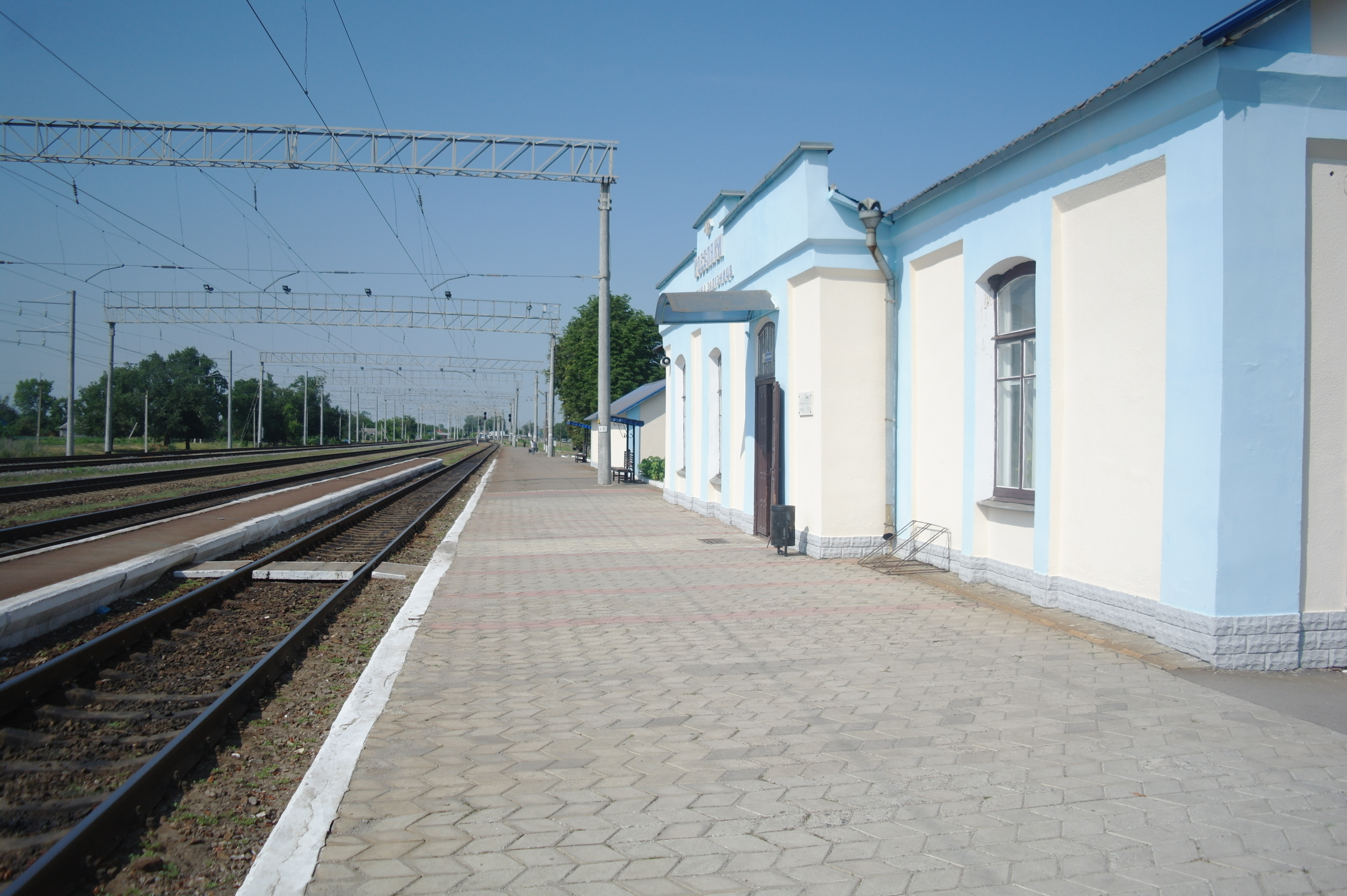
Південна залізниця станція «Кобеляки»
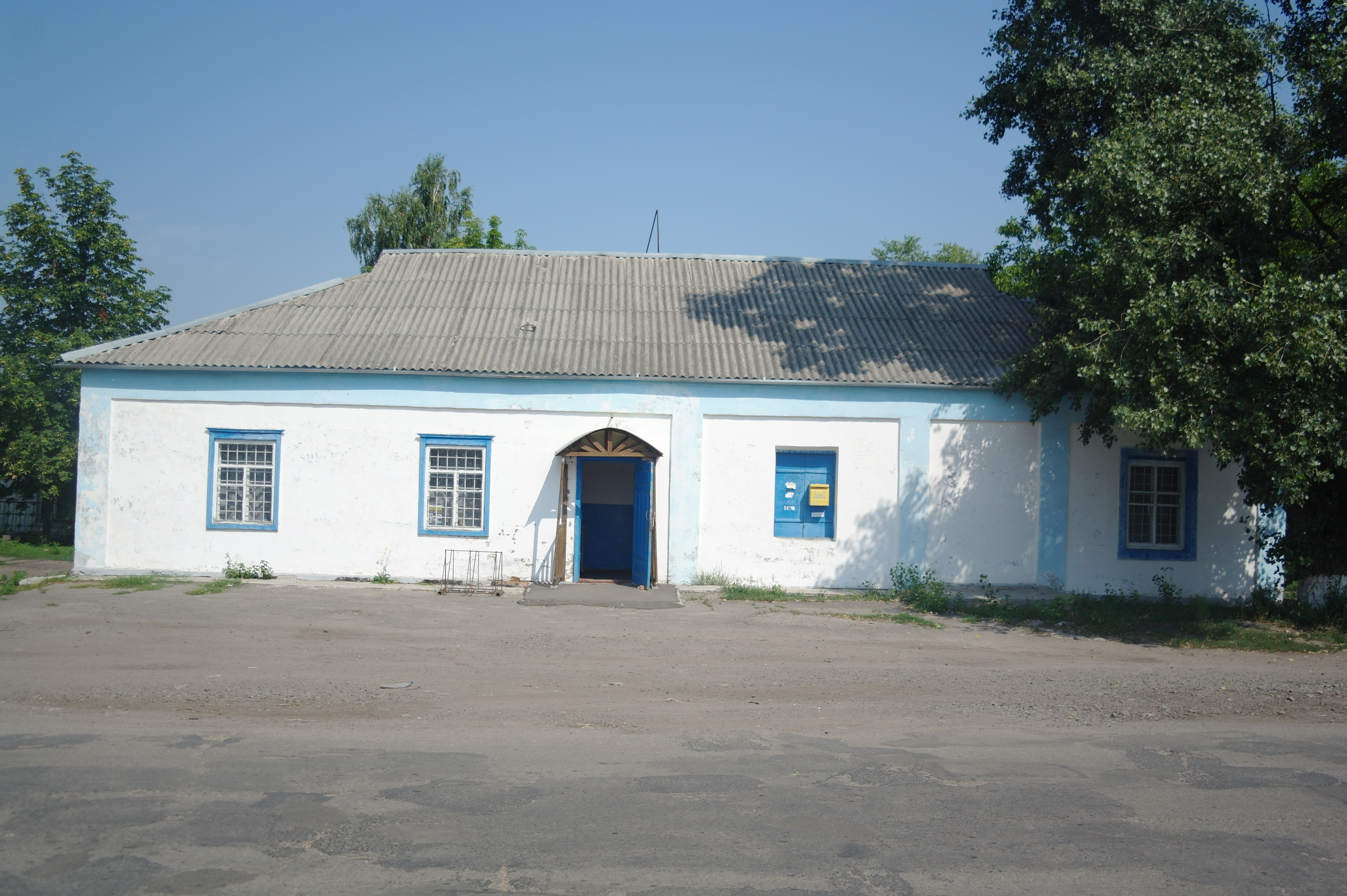
Пошта
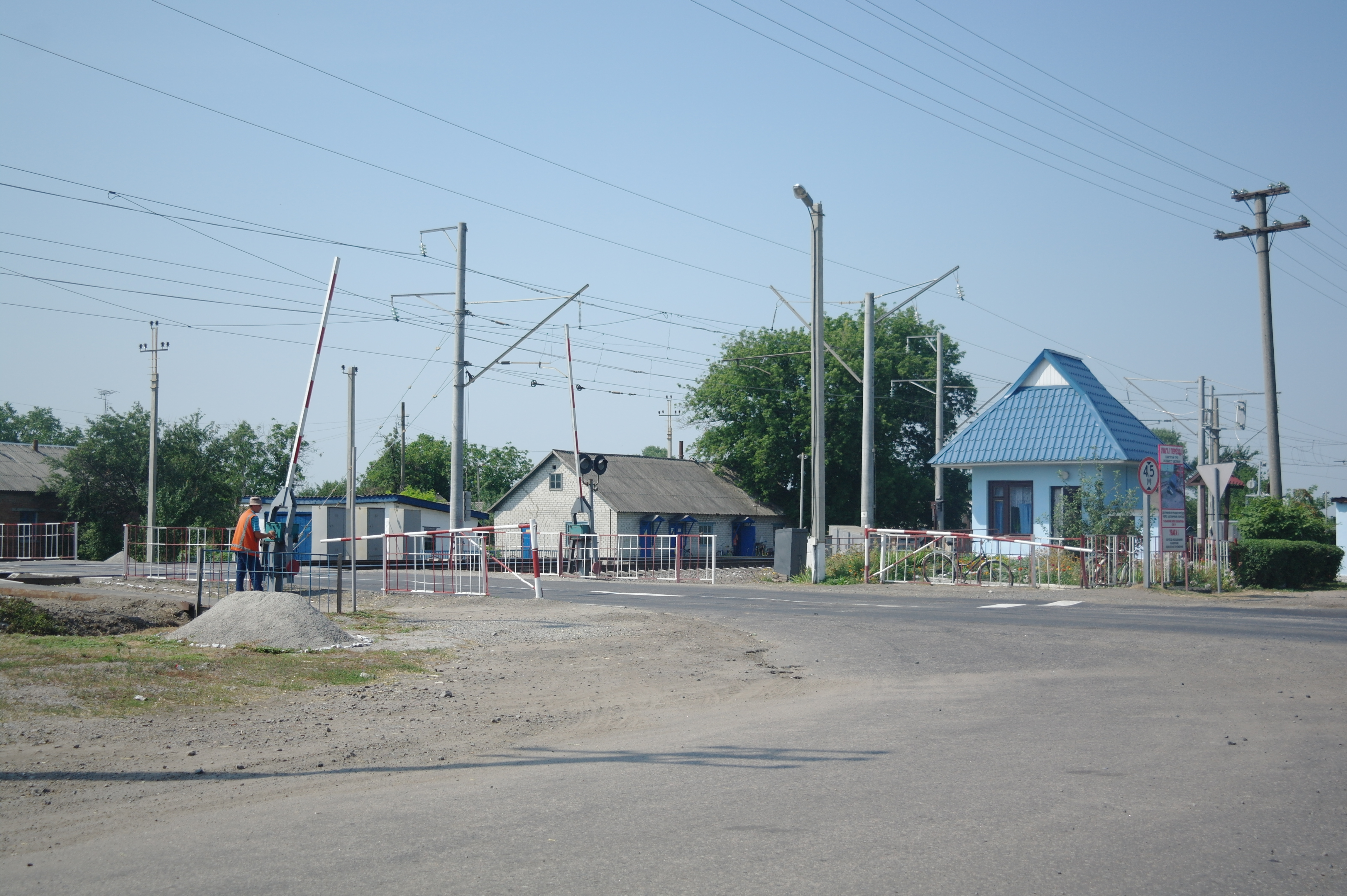
Переїзд та трасі Київ — Дніпро
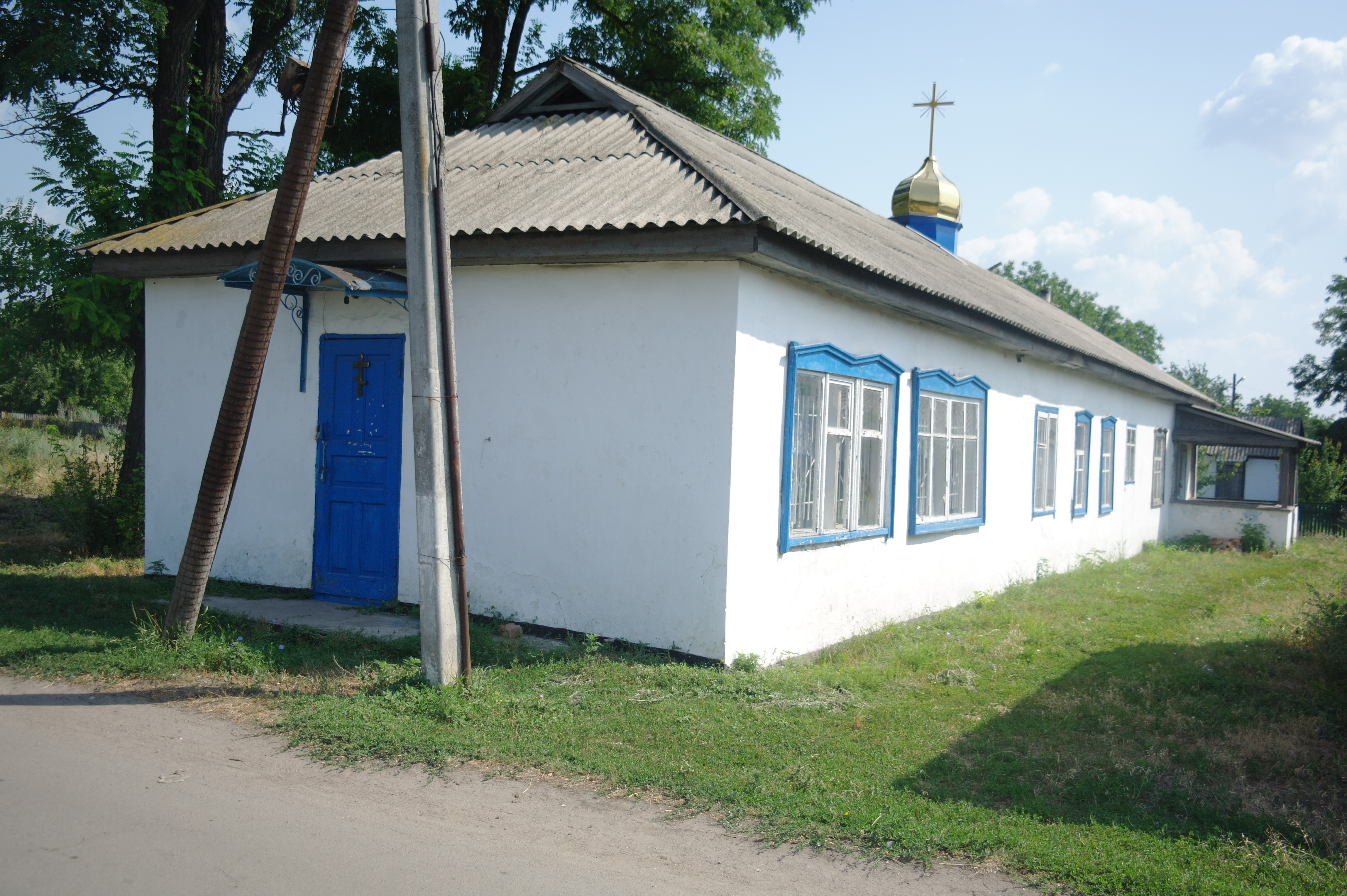
Церква
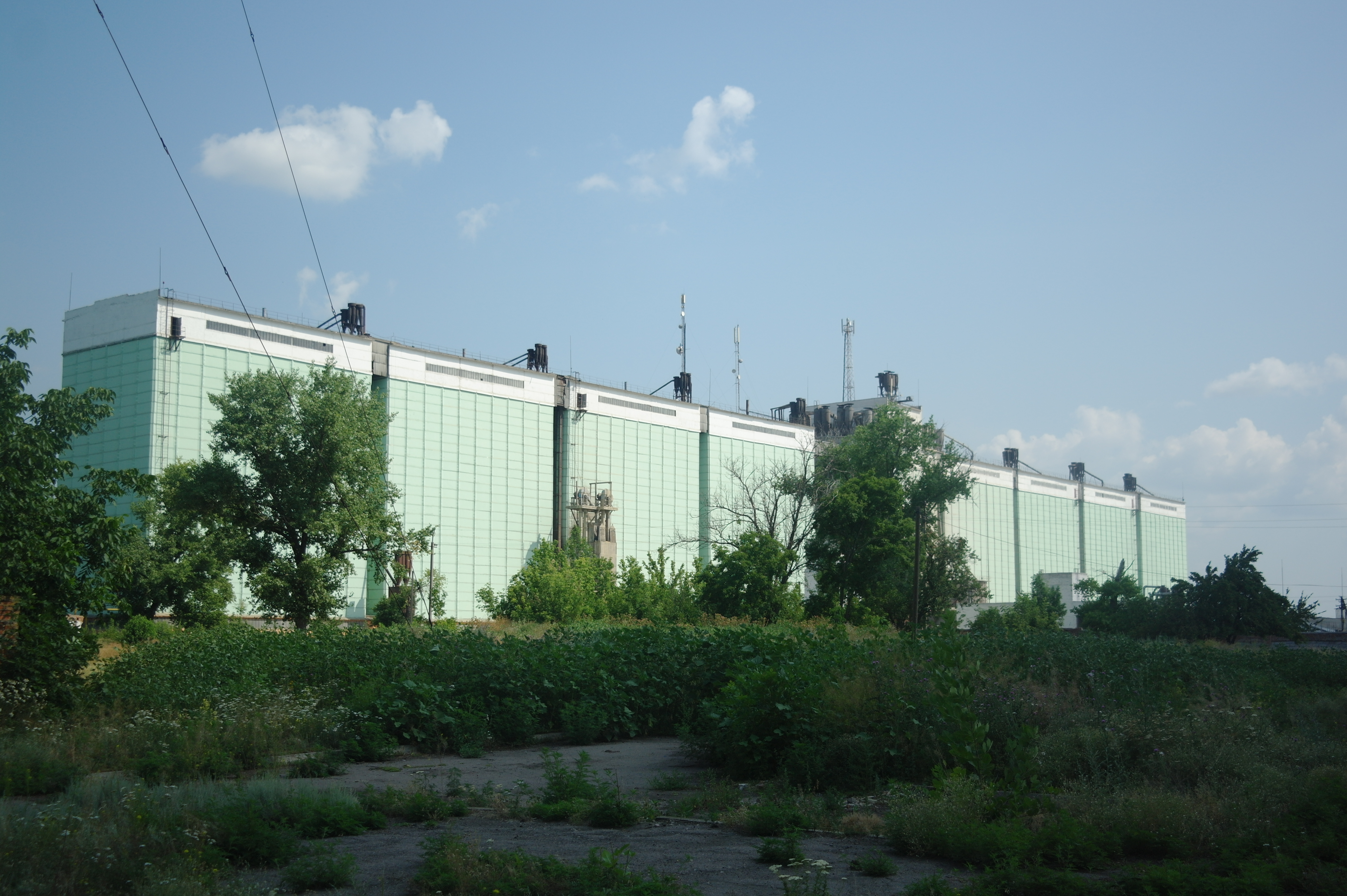
Склади зберігання зерна
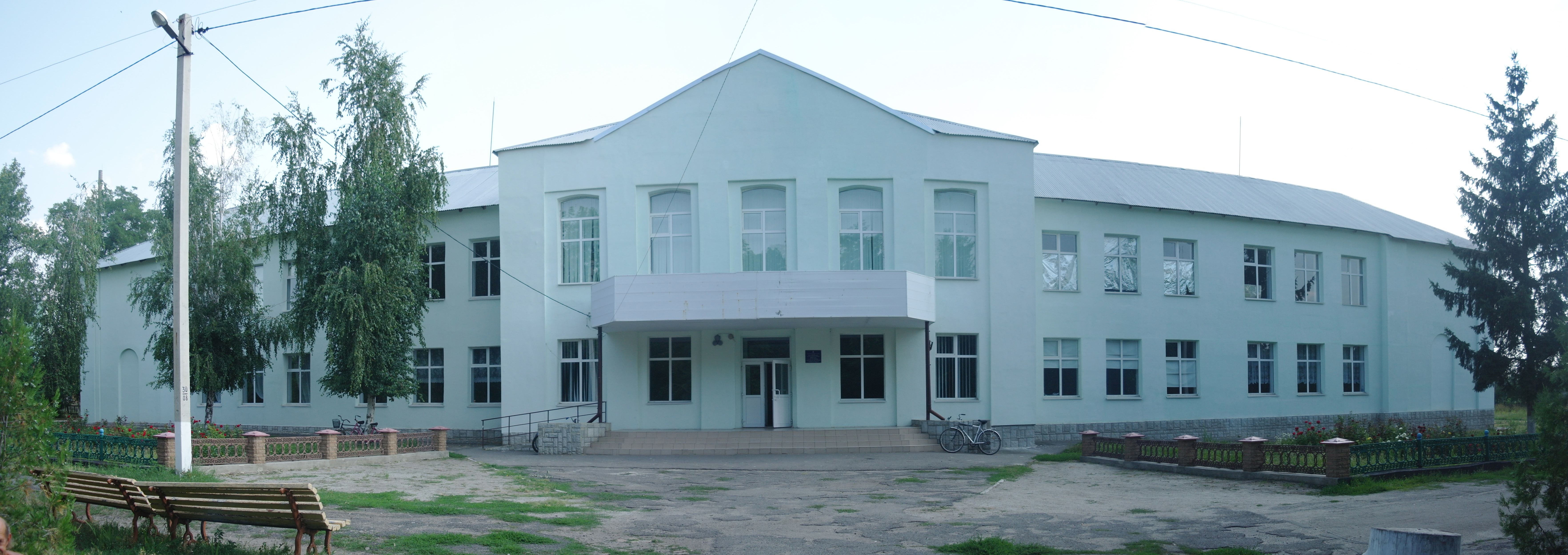
Школа